# Jezero Tavatuj
Jezero Tavatuj je sladkovodní jezero v ruské Sverdlovské oblasti. Jezero obklopuje několik menších měst a nejbližším významným městem je Jekatěrinburg. Jezero je známé svou vysokou kvalitou vody a je oblíbenou turistickou atrakcí. Web provozovaný Ruskou federální agenturou pro cestovní ruch jezero nazývá „perlou Středního Uralu“.

## Popis
Povodí jezera vzniklo postupným pohybem deskové tektoniky a leží na žulovém podloží, ve Verh-Isetském žulovém masívu. Základní vzorky odebrané z dna jezera ukazují důkazy o formování žulového základu jezera během pozdního pleistocénu do raného pliocénu. Jezero Tavatuj je ohraničeno řadou vysokých kopců a části břehu jezera jsou proloženy žulovými výběžky. Ačkoli je geograficky staré, vodní útvar jezera je relativně mladý a byl vytvořen ustupujícími ledovci před 10 až 20 tisíci lety. Ústup ledovců také zanechal v jezeře jílovité dno bohaté na sedimenty, které použili vědci ke studiu stavu prostředí jezera v holocénu.
Jezero Tavatuj má podlouhlý tvar od severu k jihu, je 10 km dlouhé a pouze 3 až 3,5 km široké; celková plocha jezera je kolem 21 kilometrů čtverečných. Jezero je přibližně 9 metrů hluboké a je v něm několik ostrovů. Jezero je dobře známé pro svou vysokou kvalitu a čistotu vody, přičemž dno jezera je za určitých podmínek viditelné z hladiny. Jezero je nejteplejší během prvních letních měsíců, v pozdějších letních měsících se ochlazuje díky uralskému podzimu a zamrzá během intenzivní uralské zimy mezi říjnem a květnem.
Lidská činnost u jezera Tavatuj pravděpodobně začala v době holocénu, krátce poté, co začaly ustupovat ledovce. Podle jednoho zdroje název jezera pravděpodobně pochází z několika slov v tatarském jazyce, tau (v překladu do hor) a tui v překladu do svátku. Jiné zdroje připisují jméno jezera z Komi-permjančtiny přičemž z tohoto jazyka lze slovo ta wa tui přeložit jako vodní cestu.